# Petneházy Antal
Petneházy Antal (1947-ig vitéz; 1931-ig viselt születési neve: Nowody Antal; Debrecen, 1895. szeptember 21. – Budapest, 1968. június 3./1973.) magyar gépészmérnök.

## Életpályája
Iskolái elvégzése után katonai pályára lépett. Végigharcolta az első világháborút. 1918-ban tüzér főhadnagy volt. Az 1920-as években gépészmérnöki oklevelet szerzett a József Nádor Műegyetemen. A honvédségnél továbbszolgálva 1939-ben mérnökkari alezredes, majd államtitkár volt. 1936-ban az Iparügyi Minisztérium államtitkárává nevezték ki. 1937-ben a Bányaművelő Rt., 1939-ben jogutódja, a Magyar Bauxitbánya Rt. alkalmazottja volt. A második világháború alatt Liebermann Lucyt (1899–1967) bújtatta. 1941-ben az Ajkai Timföldgyár-építkezés igazgatója volt. 1942-ben a Timföldgyár és Alumíniumkohó, valamint az Ajkai Erőmű-építés miniszteri biztosává nevezték ki. 1944 után visszavonultan élt.
Készenléti-lakótelepet építtet, ügyelt az alkalmazottak egészségügyi és kulturális ellátására is. A magyar alumíniumipar egyik úttörője volt.

## Családja
Szülei Nowody József és Petneházy Terézia voltak. 1919. március 31-én, Budapesten házasságot kötött Mandilló Erzsébettel. 1945-ben Liebermann Lucy (1899–1967) pszichológus, egyetemi tanár házastársa lett.
Farkasréten temették el.

## Kitüntetései
- III. osztályú katonai érdemkereszt kardokkal
- ezüst katonai érdemérem kardokkal
- bronz katonai érdemérem kardokkal
- Károly csapatkereszt
- sebesülési érem
- A Magyar Érdemrend középkeresztje a csillaggal (1937)[1]